# Johann von Klein

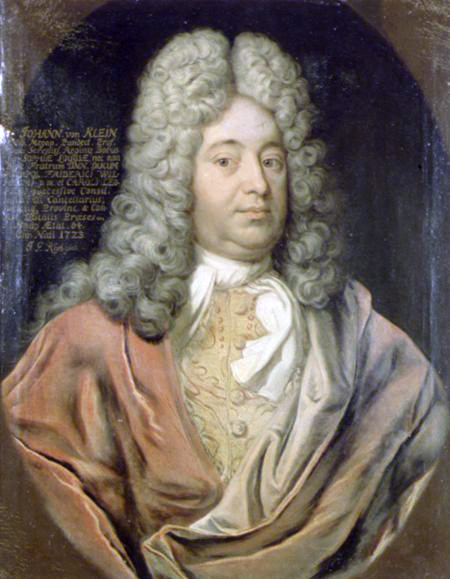
Johann von Klein

Johann Klein, ab 1708 von Klein, (* 11. Juni 1659 in Rostock; † 11. September 1732 ebenda) war ein deutscher Rechtswissenschaftler sowie Professor des Rechts und der Pandekten an der Universität Rostock.

## Leben
Johann Klein wurde als Sohn des Hochschullehrers Christian Klein geboren. Bereits im Jahre 1670 an der Universität in Rostock immatrikuliert, ging er 1678 nach Frankfurt (Oder), kehrte 1679/80 nach Rostock zurück und wurde erneut an der Hochschule immatrikuliert.
Von 1679 bis 1682 war Johann Klein Hofmeister bei den Herren von Oertzen und von Lehsten. In den darauffolgenden Jahren lehrte er an der Albertus-Universität Königsberg (1683) und der Christian-Albrechts-Universität zu Kiel (1684), wo er bereits Privatvorlesungen hielt.
1686 wurde Klein zum Dr. juris promoviert und war fortan als Advokat und Privatdozent in Rostock tätig.

## Wirken
1691 wurde Johann Klein von Herzog Christian Ludwig I. zum Professor der Rechte und Pandekten an der Universität Rostock ernannt und trat damit die Nachfolge von Johann Festing (* um 1655; † 1691) an, der die Stelle von 1685 bis 1691 innehatte.
Im Anschluss erlangte Klein auch außerhalb der Universität Bedeutung. So wurde er im Oktober 1700 zum Wirklichen Hofrat des Herzogs Friedrich Wilhelm I. und zeitgleich zum Vizekanzler der Justiz-Kanzlei in Schwerin ernannt. Ein Jahr später wurde er zusätzlich Mitglied im geheimen Kanzleirat und Mitglied des geheimen Rats-Kollegiums. 1702 stieg er dann zum Geheimen Regierungsrat auf und wurde außerdem Direktor der Justiz-Kanzleien in Schwerin und Rostock.
1708 nahm er als Gesandter an der Vermählung des preußischen Königs Friedrich I. mit Prinzessin Sophie Luise von Mecklenburg-Schwerin teil. Im Zuge dieser Ereignisse wurde Klein vom König geadelt und zum Geheimen Rat der Königin ernannt. Da er sich durch derlei Erfolge und Ehrungen zunehmend dem Neid seiner Kollegen und Mitmenschen ausgesetzt sah, erbat er sich eine ruhigere Anstellung und wurde 1709 zum Präsidenten des Hof- und Landgerichts in Güstrow ernannt, trat diese Stellung aber erst 1715 an. Stattdessen blieb er auf Wunsch des Herzogs Friedrich Wilhelm I. als dessen Kanzler am Hof.
1715 zog er sich sowohl aus dem Amt zurück, als auch gab er seine Professur auf und trat seine Stelle als Hof- und Landgerichtspräsident an.
1716 zog sich von Klein noch weiter zurück und ließ sich als Privatmann in Lübeck nieder. 1719 kehrte er nach Mecklenburg zurück und lebte ab 1730 wieder in Rostock, wo er zwei Jahre später starb. Das Paar hatte 11 Kinder.
Johann von Klein war zweimal verheiratet. 1687 heiratete er Margarete von Dassel aus Lübeck, die allerdings bereits ein Jahr später verstarb. Deshalb schloss er 1690 eine zweite Ehe mit Margarete Gerdes, eine Tochter des Bürgermeisters von Güstrow Martin Christian Gerdens.